# Leola (Dakota du Sud)
Pour les articles homonymes, voir Leola.
Leola est une ville américaine, siège du comté de McPherson, dans le Dakota du Sud. En 2010, elle comptait 457 habitants. La municipalité s'étend sur 0,72 milles carrés (1,86 km2).
La ville est fondée en 1885 et nommée en l'honneur de Leola Haynes, issue d'une famille de pionniers locaux. Le chemin de fer (Minneapolis and St. Louis Railway) atteint la ville en 1906.

## Démographie
| 1910 | 1920 | 1930 | 1940 | 1950 | 1960 |
| ---- | ---- | ---- | ---- | ---- | ---- |
| 484  | 637  | 724  | 795  | 772  | 833  |

| 1970 | 1980 | 1990 | 2000 | 2010 | - |
| ---- | ---- | ---- | ---- | ---- | - |
| 787  | 645  | 521  | 462  | 457  | - |